# (6135) Billowen
(6135) Billowen est un astéroïde de la ceinture principale.

## Description
(6135) Billowen est un astéroïde de la ceinture principale. Il fut découvert le 14 septembre 1990 à l'observatoire Palomar par Henry E. Holt. Il présente une orbite caractérisée par un demi-grand axe de 2,43 UA, une excentricité de 0,13 et une inclinaison de 11,3° par rapport à l'écliptique.

## Compléments